# Nesobasis telegastrum
Nesobasis telegastrum – gatunek ważki z rodziny łątkowatych (Coenagrionidae). Endemit wyspy Viti Levu należącej do Fidżi.